# Copa do Mundo FIFA de 2022 – Grupo A
O Grupo A da Copa do Mundo FIFA 2022 acontecerá de 21 a 29 de novembro de 2022. O grupo é formado por Qatar, Equador, Senegal e Países Baixos. As duas melhores equipes avançam para as oitavas de final.

## Equipes
| Inscrição            | Equipe        | Confederação | Método de qualificação    | Data de qualificação   | Aparições em Copas | Última participação | Melhor resultado                | Ranking da FIFA |
| Inscrição            | Equipe        | Confederação | Método de qualificação    | Data de qualificação   | Aparições em Copas | Última participação | Melhor resultado                | outubro de 2017 |
| -------------------- | ------------- | ------------ | ------------------------- | ---------------------- | ------------------ | ------------------- | ------------------------------- | --------------- |
| A1 (cabeça-de-chave) | Catar         | AFC          | País-sede                 | 2 de outubro de 2010   | 1                  | Estreante           |                                 | 51º             |
| A2                   | Equador       | CONMEBOL     | 4º colocado da fase única | 24 de março de 2022    | 4                  | 2014                | Oitavas de final (2006)         | 46°             |
| A3                   | Senegal       | CAF          | Vencedor do grupo A       | 29 de março de 2022    | 3                  | 2018                | Quartas de Final (2002)         | 20º             |
| A4                   | Países Baixos | UEFA         | Vencedor do grupo G       | 16 de novembro de 2021 | 11                 | 2014                | Vice-campeão (1974, 1978, 2010) | 10º             |

## Encontros anteriores em Copas do Mundo
- Catar x Equador: Nenhum encontro
- Senegal x Holanda: Nenhum encontro
- Catar x Senegal: Nenhum encontro
- Países Baixos x Equador: Nenhum encontro
- Países Baixos x Catar: Nenhum encontro
- Equador x Senegal: Nenhum encontro

## Classificação
| Pos | Equipe        | Pts | J | V | E | D | GP | GC | SG | Classificado      |
| --- | ------------- | --- | - | - | - | - | -- | -- | -- | ----------------- |
| 1   | Países Baixos | 7   | 3 | 2 | 1 | 0 | 5  | 1  | +4 | Fase eliminatória |
| 2   | Senegal       | 6   | 3 | 2 | 0 | 1 | 5  | 4  | +1 | Fase eliminatória |
| 3   | Equador       | 4   | 3 | 1 | 1 | 1 | 4  | 3  | +1 | Eliminado         |
| 4   | Catar         | 0   | 3 | 0 | 0 | 3 | 1  | 7  | −6 | Eliminado         |

## Partidas
Todas as partidas seguem o fuso horário UTC+3.

### Catar x Equador
Antes da copa, as duas equipes se enfrentaram três vezes, mais recentemente em 2018, uma vitória por 4 a 3 para o Catar em um amistoso.
No primeiro jogo do grupo A, o Equador realizou um gol relâmpago, o qual foi anulado de forma semi-automática, usando tecnologia que detecta automaticamente impedimentos, que depois passa por revisão da arbitragem. Essa foi a primeira vez em que essa tecnologia foi usada em uma copa do mundo.
| 20 de novembro | Catar | 0 – 2     | Equador                 | Estádio Al Bayt, Al Khor                    |
| 19:00          |       | Relatório | Valencia 16' (pen), 31' | Público: 67 372 Árbitro: ITA Daniele Orsato |

| Catar | Equador |

| GK            | 1  | Saad Al Sheeb     | 15' |     |
| CB            | 3  | Abdelkarim Hassan |     |     |
| CB            | 14 | Homam Ahmed       |     |     |
| CB            | 15 | Bassam Al-Rawi    |     |     |
| RWB           | 2  | Ró-Ró             |     |     |
| LWB           | 16 | Boualem Khoukhi   |     |     |
| CM            | 6  | Abdulaziz Hatem   |     |     |
| CM            | 10 | Hassan Al-Haydos  |     | 72' |
| CM            | 12 | Karim Boudiaf     | 36' |     |
| CF            | 11 | Akram Afif        | 78' |     |
| CF            | 19 | Almoez Ali        | 22' | 72' |
| Substiuições: |    |                   |     |     |
| FW            | 9  | Mohammed Muntari  |     | 72' |
| DF            | 4  | Mohammed Waad     |     | 72' |
| Treinador:    |    |                   |     |     |
| Félix Sánchez |    |                   |     |     |

| GK             | 1  | Hernán Galíndez  |     |     |
| RB             | 17 | Ángelo Preciado  |     |     |
| CB             | 2  | Félix Torres     |     |     |
| CB             | 3  | Piero Hincapié   |     |     |
| LB             | 7  | Pervis Estupiñán |     |     |
| RM             | 19 | Gonzalo Plata    |     |     |
| CM             | 20 | Sebas Méndez     | 56' |     |
| CM             | 23 | Moisés Caicedo   | 29' | 90' |
| LM             | 10 | Romario Ibarra   |     | 68' |
| CF             | 13 | Enner Valencia   |     | 77' |
| CF             | 11 | Michael Estrada  |     | 90' |
| Substiuições:  |    |                  |     |     |
| MF             | 16 | Jeremy Sarmiento |     | 68' |
| MF             | 5  | José Cifuentes   |     | 77' |
| FW             | 26 | Kevin Rodríguez  |     | 90' |
| MF             | 21 | Alan Franco      |     | 90' |
| Treinador:     |    |                  |     |     |
| Gustavo Alfaro |    |                  |     |     |

| Homem do Jogo: Enner Valencia Bandeirinhas: Ciro Carbone Alessandro Giallatini Quarto árbitro: István Kovács Quinto árbitro: Ovidiu Artene Árbitro assistente de vídeo: Massimiliano Irrati Árbitros assistentes de árbitro de vídeo: Paolo Valeri Tomasz Listkiewicz Benoît Millot Paweł Sokolnicki |

### Senegal x Países Baixos
As equipes nunca se encontraram antes.
| 21 de novembro | Senegal | 0 – 2     | Países Baixos              | Estádio Al Thumama, Doha                    |
| 19:00          |         | Relatório | Gakpo 84' · Klaassen 90+9' | Público: 41 721 Árbitro: BRA Wilton Sampaio |

| Senegal | Países Baixos |

| GK            | 16 | Édouard Mendy        |
| RB            | 21 | Youssouf Sabaly      |
| CB            | 4  | Pape Abou Cissé      |
| CB            | 3  | Kalidou Koulibaly    |
| LB            | 22 | Abdou Diallo 62'     |
| CM            | 8  | Cheikhou Kouyaté 74' |
| CM            | 6  | Nampalys Mendy 90+4' |
| CM            | 5  | Idrissa Gueye 90+6'  |
| RF            | 18 | Ismaïla Sarr         |
| CF            | 9  | Boulaye Dia 69'      |
| LF            | 15 | Krépin Diatta 74'    |
| Substiuições: |    |                      |
| DF            | 14 | Ismail Jakobs 62'    |
| FW            | 20 | Bamba Dieng 69'      |
| MF            | 26 | Pape Gueye 74'       |
| FW            | 7  | Nicolas Jackson 74'  |
| Treinador:    |    |                      |
| Aliou Cissé   |    |                      |

| GK             | 23 | Andries Noppert      |
| CB             | 3  | Matthijs de Ligt 56' |
| CB             | 4  | Virgil van Dijk      |
| CB             | 5  | Nathan Aké           |
| RWB            | 22 | Denzel Dumfries      |
| LWB            | 17 | Daley Blind          |
| CM             | 21 | Frenkie de Jong      |
| CM             | 11 | Steven Berghuis 79'  |
| RF             | 8  | Cody Gakpo 90+4'     |
| CF             | 18 | Vincent Janssen 62'  |
| LF             | 7  | Steven Bergwijn 79'  |
| Substiuições:  |    |                      |
| FW             | 10 | Memphis Depay 62'    |
| MF             | 14 | Davy Klaassen 79'    |
| MF             | 20 | Teun Koopmeiners 79' |
| MF             | 15 | Marten de Roon 90+4' |
| Treinador:     |    |                      |
| Louis van Gaal |    |                      |

| Homem do Jogo: Cody Gakpo Bandeirinhas: Bruno Boschilia Bruno Pires Quarto árbitro: Andrés Matonte Quinto árbitro: Nicolás Taran Árbitro assistente de vídeo: Juan Soto Árbitros assistentes de árbitro de vídeo: Nicolás Gallo Diego Bonfá Mauro Vigliano Ezequiel Brailovsky |

### Catar x Senegal
As equipes nunca se encontraram antes.
| 25 de novembro | Catar       | 1 – 3     | Senegal                                  | Estádio Al Thumama, Doha                         |
| 16:00          | Muntari 78' | Relatório | Dia 41' · Diédhiou 48' · Bamba Dieng 84' | Público: 41 797 Árbitro: ESP Antonio Mateu Lahoz |

| Catar | Senegal |

| GK             | 22 | Meshaal Barsham       |
| CB             | 17 | Ismaeel Mohammad 20'  |
| CB             | 16 | Boualem Khoukhi       |
| CB             | 3  | Abdelkarim Hassan     |
| RWB            | 2  | Ró-Ró 83'             |
| LWB            | 14 | Homam Ahmed 45+2' 83' |
| CM             | 10 | Hassan Al-Haydos 74'  |
| CM             | 12 | Karim Boudiaf 69'     |
| CM             | 23 | Assim Madibo 90+1'    |
| CF             | 19 | Almoez Ali            |
| CF             | 11 | Akram Afif            |
| Substituições: |    |                       |
| MF             | 6  | Abdulaziz Hatem 69'   |
| FW             | 9  | Mohammed Muntari 74'  |
| DF             | 4  | Mohammed Waad 83'     |
| DF             | 5  | Tarek Salman 83'      |
| Treinador:     |    |                       |
| Félix Sánchez  |    |                       |

| GK             | 16 | Édouard Mendy         |
| RB             | 21 | Youssouf Sabaly       |
| CB             | 3  | Kalidou Koulibaly     |
| CB             | 14 | Ismail Jakobs 52' 78' |
| LB             | 22 | Abdou Diallo          |
| CM             | 5  | Idrissa Gueye         |
| CM             | 6  | Nampalys Mendy 78'    |
| RW             | 15 | Krépin Diatta 64'     |
| AM             | 19 | Famara Diédhiou 74'   |
| LW             | 18 | Ismaïla Sarr 74'      |
| CF             | 9  | Boulaye Dia 30'       |
| Substituições: |    |                       |
| MF             | 11 | Pathé Ciss 87' 64'    |
| FW             | 13 | Iliman Ndiaye 74'     |
| FW             | 20 | Bamba Dieng 74'       |
| DF             | 4  | Pape Cissé 78'        |
| MF             | 17 | Pape Sarr 78'         |
| Treinador:     |    |                       |
| Aliou Cissé    |    |                       |

| Homem do Jogo: Boulaye Dia Bandeirinhas: Pau Cebrián Devís Roberto Díaz Pérez del Palomar Quarto árbitro: Kevin Ortega Quinto árbitro: Djibril Camara Árbitro assistente de vídeo: Drew Fischer Árbitros assistentes de árbitro de vídeo: Fernando Guerrero Nicolas Taran Adil Zourak Bruno Pires |

### Países Baixos x Equador
As duas equipes se enfrentaram duas vezes, mais recentemente em 2014, um empate por 1 a 1 em um amistoso.
| 25 de novembro | Países Baixos | 1 – 1     | Equador      | Estádio Internacional Khalifa, Al Rayyan      |
| 19:00          | Gakpo 6'      | Relatório | Valencia 49' | Público: 44 833 Árbitro: ALG Mustapha Ghorbal |

| Países Baixos | Equador |

| GK             | 23 | Andries Noppert      |
| CB             | 2  | Jurriën Timber       |
| CB             | 4  | Virgil van Dijk      |
| CB             | 5  | Nathan Aké           |
| RM             | 22 | Denzel Dumfries      |
| CM             | 20 | Teun Koopmeiners 79' |
| CM             | 21 | Frenkie de Jong      |
| LM             | 17 | Daley Blind          |
| AM             | 14 | Davy Klaassen 69'    |
| CF             | 8  | Cody Gakpo 79'       |
| CF             | 7  | Steven Bergwijn 46'  |
| Substituições: |    |                      |
| FW             | 10 | Memphis Depay 46'    |
| MF             | 11 | Steven Berghuis 69'  |
| FW             | 19 | Wout Weghorst 79'    |
| MF             | 15 | Marten de Roon 79'   |
| Treinador:     |    |                      |
| Louis van Gaal |    |                      |

| GK             | 1  | Hernán Galíndez      |
| CB             | 25 | Jackson Porozo       |
| CB             | 2  | Félix Torres         |
| CB             | 3  | Piero Hincapié       |
| RWB            | 17 | Ángelo Preciado      |
| LWB            | 7  | Pervis Estupiñán     |
| RM             | 19 | Gonzalo Plata 90'    |
| CM             | 20 | Sebas Méndez 57'     |
| CM             | 23 | Moisés Caicedo       |
| LM             | 13 | Enner Valencia 90'   |
| CF             | 11 | Michael Estrada 74'  |
| Substituições: |    |                      |
| MF             | 16 | Jeremy Sarmiento 74' |
| FW             | 26 | Kevin Rodríguez 90'  |
| MF             | 10 | Romario Ibarra 90'   |
| Treinador:     |    |                      |
| Gustavo Alfaro |    |                      |

| Homem do Jogo: Frenkie de Jong Bandeirinhas: Mokrane Gourari Abdelhak Etchiali Quarto árbitro: Said Martínez Quinto árbitro: Helpys Raymundo Feliz Árbitro assistente de vídeo: Shaun Evans Árbitros assistentes de árbitro de vídeo: Redouane Jiyed Ashley Beecham Muhammad Taqi Anton Shchetinin |

### Equador x Senegal
As duas equipes se enfrentaram duas vezes, mais recentemente em 2005, uma vitória por 2 a 1 para o Senegal em um amistoso.
| 29 de novembro | Equador     | 1 – 2     | Senegal                        | Estádio Internacional Khalifa, Al Rayyan    |
| 18:00          | Caicedo 67' | Relatório | Sarr 44' (pen) · Koulibaly 70' | Público: 44 569 Árbitro: FRA Clément Turpin |

| Equador | Senegal |

| GK             | 1  | Hernán Galíndez      |
| RB             | 17 | Ángelo Preciado 85'  |
| CB             | 2  | Félix Torres         |
| CB             | 3  | Piero Hincapié       |
| LB             | 7  | Pervis Estupiñán     |
| DM             | 8  | Carlos Gruezo 46'    |
| CM             | 21 | Alan Franco 46'      |
| CM             | 23 | Moisés Caicedo       |
| RF             | 19 | Gonzalo Plata        |
| CF             | 11 | Michael Estrada 64'  |
| LF             | 13 | Enner Valencia       |
| Substituições: |    |                      |
| MF             | 16 | Jeremy Sarmiento 46' |
| MF             | 5  | José Cifuentes 46'   |
| FW             | 24 | Djorkaeff Reasco 64' |
| DF             | 25 | Jackson Porozo 85'   |
| Treinador:     |    |                      |
| Gustavo Alfaro |    |                      |

| GK             | 16 | Édouard Mendy      |
| RB             | 21 | Youssouf Sabaly    |
| CB             | 3  | Kalidou Koulibaly  |
| CB             | 14 | Ismail Jakobs      |
| LB             | 22 | Abdou Diallo       |
| CM             | 11 | Pathé Ciss 74'     |
| CM             | 26 | Pape Gueye         |
| RW             | 13 | Iliman Ndiaye 74'  |
| AM             | 5  | Idrissa Gueye 66'  |
| LW             | 18 | Ismaïla Sarr       |
| CF             | 9  | Boulaye Dia 90+5'  |
| Substituições: |    |                    |
| MF             | 6  | Nampalys Mendy 74' |
| FW             | 20 | Bamba Dieng 74'    |
| DF             | 4  | Pape Cissé 90+5'   |
| Treinador:     |    |                    |
| Aliou Cissé    |    |                    |

| Homem do Jogo: Kalidou Koulibaly Bandeirinhas: Nicolas Danos Cyril Gringore Quarto árbitro: István Kovács Quinto árbitro: Ovidiu Artene Árbitro assistente de vídeo: Jérôme Brisard Árbitros assistentes de árbitro de vídeo: Benoît Millot Ciro Carbone Drew Fischer Alessandro Giallatini |

### Países Baixos x Catar
As equipes nunca se encontraram antes.
| 29 de novembro | Países Baixos           | 2 – 0     | Catar | Estádio Al Bayt, Al Khor                    |
| 18:00          | Gakpo 26' · de Jong 49' | Relatório |       | Público: 66 784 Árbitro: GAM Bakary Gassama |

| Países Baixos | Catar |

| GK             | 23 | Andries Noppert      |
| CB             | 2  | Jurriën Timber       |
| CB             | 4  | Virgil van Dijk      |
| CB             | 5  | Nathan Aké 52'       |
| RM             | 22 | Denzel Dumfries      |
| CM             | 15 | Marten de Roon 82'   |
| CM             | 21 | Frenkie de Jong 86'  |
| LM             | 17 | Daley Blind          |
| AM             | 14 | Davy Klaassen 66'    |
| CF             | 8  | Cody Gakpo 82'       |
| CF             | 10 | Memphis Depay 66'    |
| Substituições: |    |                      |
| FW             | 11 | Steven Berghuis 66'  |
| FW             | 18 | Vincent Janssen 66'  |
| FW             | 19 | Wout Weghorst 82'    |
| MF             | 20 | Teun Koopmeiners 82' |
| MF             | 24 | Kenneth Taylor 86'   |
| Treinador:     |    |                      |
| Louis van Gaal |    |                      |

| GK             | 22 | Meshaal Barsham      |
| CB             | 2  | Ró-Ró                |
| CB             | 16 | Boualem Khoukhi      |
| CB             | 3  | Abdelkarim Hassan    |
| RWB            | 17 | Ismaeel Mohammad 85' |
| LWB            | 14 | Homam Ahmed          |
| CM             | 10 | Hassan Al-Haydos 64' |
| CM             | 23 | Assim Madibo 64'     |
| CM             | 6  | Abdulaziz Hatem 85'  |
| CF             | 19 | Almoez Ali 64'       |
| CF             | 11 | Akram Afif           |
| Substituições: |    |                      |
| MF             | 8  | Ali Assadalla 64'    |
| MF             | 12 | Karim Boudiaf 64'    |
| FW             | 9  | Mohammed Muntari 64' |
| FW             | 7  | Ahmed Alaaeldin 85'  |
| DF             | 13 | Musab Kheder 85'     |
| Treinador:     |    |                      |
| Félix Sánchez  |    |                      |

| Homem do Jogo: Davy Klaassen Bandeirinhas: Elvis Noupue Mahmoud Abouelregal Quarto árbitro: Ma Ning Quinto árbitro: Cao Yi Árbitro assistente de vídeo: Redouane Jiyed Árbitros assistentes de árbitro de vídeo: Adil Zourak Mokrane Gourari Julio Bascuñán Zakhele Siwela |

## Disciplina
Os pontos de fair play serão usados como critério de desempate se os registros gerais e de confronto direto das equipes estiverem empatados. Estes são calculados com base nos cartões amarelos e vermelhos recebidos em todas as partidas do grupo da seguinte forma:
- primeiro cartão amarelo: menos 1 ponto;
- cartão vermelho indireto (segundo cartão amarelo): menos 3 pontos;
- cartão vermelho direto: menos 4 pontos;
- cartão amarelo e cartão vermelho direto: menos 5 pontos;

Apenas uma das deduções acima pode ser aplicada a um jogador em uma única partida.
| Seleções      | Jogo 1                        | Jogo 1                            | Jogo 1  | Jogo 1               | Jogo 2                        | Jogo 2                            | Jogo 2  | Jogo 2               | Jogo 3                        | Jogo 3                            | Jogo 3  | Jogo 3               | Pontos |
| Seleções      | Penalizado com cartão amarelo | Penalizado · Penalizado · Expulso | Expulso | Penalizado · Expulso | Penalizado com cartão amarelo | Penalizado · Penalizado · Expulso | Expulso | Penalizado · Expulso | Penalizado com cartão amarelo | Penalizado · Penalizado · Expulso | Expulso | Penalizado · Expulso | Pontos |
| ------------- | ----------------------------- | --------------------------------- | ------- | -------------------- | ----------------------------- | --------------------------------- | ------- | -------------------- | ----------------------------- | --------------------------------- | ------- | -------------------- | ------ |
| Catar         | Saad, Almoez, Boudiaf, Afif   |                                   |         |                      | Ahmed, Mohammad, Madibo       |                                   |         |                      |                               |                                   |         |                      | –7     |
| Equador       | Caicedo, Méndez               |                                   |         |                      | Méndez                        |                                   |         |                      |                               |                                   |         |                      | –3     |
| Senegal       | Mendy, Gueye                  |                                   |         |                      | Dia, Ciss, Jakobs             |                                   |         |                      | Gueye                         |                                   |         |                      | –6     |
| Países Baixos | de Ligt                       |                                   |         |                      |                               |                                   |         |                      | Aké                           |                                   |         |                      | –2     |